# Eleccions federals de Mèxic de 2018
Les eleccions federals de Mèxic de 2018, denominades oficialment com Proceso Electoral Federal 2017-2018, es celebraren el diumenge 1 de juliol de 2018. Les organitzà l'Institut Nacional Electoral (INE) i s'hi renovaren els següents càrrecs d'elecció popular de nivell federal:
- President de la República. Cap d'estat i del Govern de Mèxic, electe per un període de cinc anys i deu mesos sense possibilitat de reelecció.
- 128 senadors. Membres de la cambra alta del Congrés de la Unió, tres per cada estat federat mexicà, electes de manera directa, i 32 per una llista nacional, tots 128 per un període de sis anys.
- 500 diputats federals. Membres de la cambra baixa del Congrés de la Unió. 300 escollits per majoria simple i 200 per representació proporcional, tots 500 electes per un període de tres anys.

## Resultats
En les eleccions, el Movimiento Regeneración Nacional va guanyar obtenint el 53% dels vots, amb un programa més pragmàtic i conciliador, fent un vot de càstig per la inseguretat i corrupció, i beneficiant-se de la pugna entre Partit Revolucionari Institucional i PAN.
Movimiento Regeneración Nacional es va convertir en la primera força política del país i obtingué la presidència de la república per a Andrés Manuel López Obrador i la majoria parlamentària a les dues cambres del Congrés de la Unió, amb 259 diputats (majoria absoluta) a la Cambra de Diputats i 60 dels 128 senadors de la república.